# Velika loža Portugalske
Velika loža Portugalske je prostozidarska velika loža na Portugalskem, ki je bila ustanovljena 19. junija 1994.
Združuje 29 lož.